# Luis Ugarte
Luis Ugarte (nacido en Argentina el 5 de marzo de 1951) es un exfutbolista argentino que se desempeñaba como delantero. En Primera División jugó en Estudiantes (BA), Chacarita Juniors y Chaco For Ever. En Segunda División (antigua Primera B) jugó en Deportivo Morón, Comunicaciones en 1989, también en Estudiantes (BA), Chacarita Juniors y Deportivo Muñiz.
Nació en el barrio de Palermo, y vivió allí unos meses. Luego se mudó a Tafí del Valle hasta los 12 años.[cita requerida]